# Joseph Kallarangatt

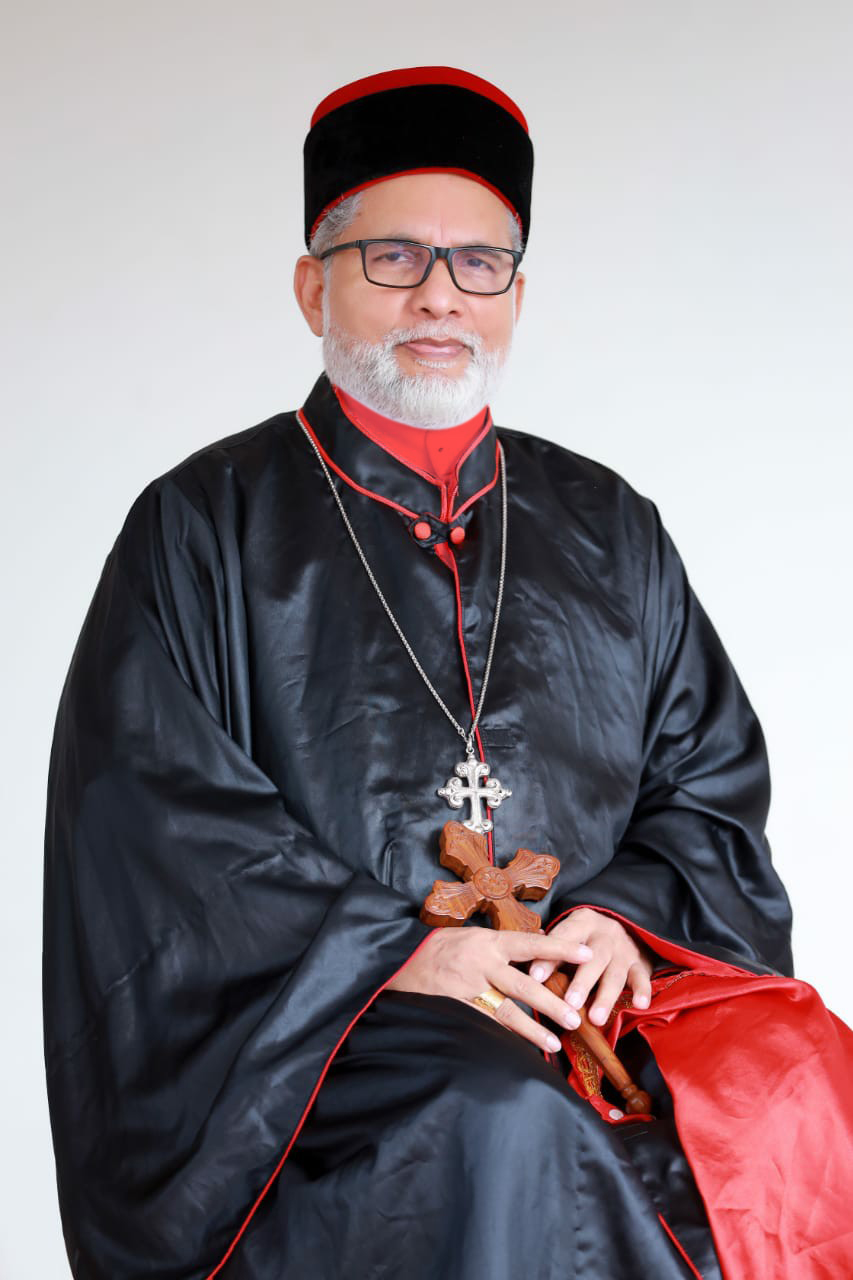
Bischof Joseph Kallarangatt (2020)

Joseph Kallarangatt (* 29. November 1956 in Kayyoor, Indien) ist Bischof von Palai.

## Leben
Joseph Kallarangatt empfing am 2. Januar 1982 das Sakrament der Priesterweihe und wurde in den Klerus des Bistums Palai inkardiniert.
Am 18. März 2004 ernannte ihn Papst Johannes Paul II. zum Bischof von Palai. Der Erzbischof von Changanacherry, Joseph Powathil, spendete ihm am 2. Mai desselben Jahres die Bischofsweihe; Mitkonsekratoren waren der emeritierte Bischof von Palai, Joseph Pallikaparampil, und der Erzbischof von Trichur, Jacob Thoomkuzhy.